# ايفون نايف
ايفون نايف (بالألمانية: Yvonne Naef) (و. 1957  م) هي مغنية، ومغنية أوبرا، وموسيقية سويسرية، ولدت في شافهاوزن.